# بلک‌برن نوتیلوس
بلک‌برن نوتیلوس (به انگلیسی: Blackburn_Nautilus) یک هواگرد ملخ‌پیشین تک‌موتوره از نوع شناسایی رهگیر ساخت شرکت هواگردسازی بلک‌برن است. هواگرد بلک‌برن نوتیلوس نخستین پروازش را در مه ۱۹۲۹ میلادی انجام داد. در مجموع، تعداد ۱ فروند از این هواگرد ساخته شده‌است.
طراح این هواگرد، F.A Bumpas بود.